# True Blood: Music from the HBO Original Series Volume 4
True Blood: Music from the HBO Original Series Volume 4 è la quarta compilation di canzoni incluse nella serie televisiva True Blood, pubblicata il 28 maggio 2013 su etichetta ATO Records.
Come nelle precedenti colonne sonore, anche in questa compilation sono presenti artisti della scena pop, country e rock, come The Heavy, Howlin' Wolf, The Flaming Lips, The Naked and Famous e molti altri.
Tra i brani della colonna sonora, che inclusi nella quinta stagione e tre nella sesta stagione, spiccano Let's Boot and Rally interpretato in duetto da Iggy Pop e Bethany Cosentino dei Best Coast, scritto appositamente per la serie dal supervisore musicale del serie Gary Calamar e dal compositore James Combs., una nuova versione di Don't Let Me Be Misunderstood eseguita da Eric Burdon e Jenny Lewis, resa popolare proprio da Burdon e dai The Animals a fine anni '60. Il brano Pocket Change dei Alabama Shakes era già stata inclusa come bonus track nel loro album Boys and Girls. Infine una cover di Turn! Turn! Turn!, classico dei The Byrds interpretata dai My Morning Jacket.
Per la prima volta la colonna sonora sarà disponibile anche su vinile, pubblicata a metà giugno.

## Tracce
1. Don't Let Me Be Misunderstood – Eric Burdon & Jenny Lewis - 3:15
2. Let's Boot and Rally – Iggy Pop & Bethany Cosentino - 2:54
3. What Makes a Good Man? – The Heavy - 3:48
4. Smokestack Lightnin' – Howlin' Wolf - 3:09
5. Pocket Change – Alabama Shakes - 2:26
6. Authority Song – Bosco Delrey - 3:28
7. Turn Turn Turn (To Everything There Is a Season) – My Morning Jacket - 4:35
8. Your Face Can Tell the Future – The Flaming Lips - 5:21
9. The Sun – The Naked and Famous - 3:56
10. Undertow – Warpaint - 5:53
11. I Wanna Be Your Man – Mobley - 2:30
12. (She's a) Wanderer – Deap Vally - 2:24
13. Whatever I Am, You Made Me – Koko Taylor - 2:29
14. We'll Meet Again – Los Lobos - 2:46